# لشکرکشی علیه یوان شو
لشکرکشی علیه یوان شو یک لشکرکشی تنبیهی بود که بین سال‌های ۱۹۷ و ۱۹۹ در اواخر سلسله هان شرقی انجام شد. پس از اینکه یوان خود را امپراتور سلسله جدید ژونگ اعلام کرد، این کارزار توسط دولت هان علیه جنگ سالار یوان شو آغاز شد، اقدامی که به عنوان خیانت علیه امپراتور شیان، حاکم اسمی هان تلقی می‌شد. این ائتلاف با شکست یوان شو و فروپاشی سلسله خودساخته ژونگ به پایان رسید.